# Alfa Chamaeleontis

Carta celeste que muestra la constelación Chamaeleon

Alfa Chamaeleontis (α Cha / HD 71243 / HR 3318) es la estrella más brillante de la constelación Chamaeleon, el camaleón, con magnitud aparente +4,05. Se encuentra a 63,5 años luz de distancia del sistema solar. 
Alfa Chamaeleontis es una estrella blanco-amarilla catalogada como una enana amarilla de tipo espectral F5V o como una gigante de tipo F5III. Su luminosidad 7,1 veces mayor que la del Sol y su temperatura superficial de aproximadamente 6770 K, dan como resultado un radio 2,3 veces más grande que el radio solar. La teoría de estructura estelar indica que la estrella en realidad no es una gigante, sino una estrella de la secuencia principal con una masa un 55 % mayor que la masa solar. Con una edad en torno 1500 millones de años debe estar finalizando su etapa como enana en la cual tiene lugar la fusión nuclear de hidrógeno. Por otra parte, presenta un contenido alto de litio y nitrógeno, y aunque la abundancia de este último elemento aumenta al envejecer la estrella, con el litio debería suceder justamente lo contrario.
La velocidad de rotación mínima de Alfa Chamaeleontis es de 29 km/s, completando un giro en menos de 2,3 días. Sólo se conoce el límite inferior ya que se ignora la inclinación de su eje de rotación.